# Mandirituba
Mandirituba är en kommun i Brasilien.   Den ligger i delstaten Paraná, i den södra delen av landet, 1 100 km söder om huvudstaden Brasília. Antalet invånare är 22 235.
I omgivningarna runt Mandirituba växer i huvudsak städsegrön lövskog. Runt Mandirituba är det ganska glesbefolkat, med 48 invånare per kvadratkilometer.